# Jacob Aschling
Jacob Aschling, född 23 november 1724 i Asks församling, Östergötlands län, död 4 november 1795 i Lemnhults församling, Jönköpings län, var en svensk amatörorgelbyggare och organist i Höja socken. Han reparerade även orglar i Göteborgs stift och Lunds stift.

## Biografi
Aschling föddes i Asks socken, Östergötlands län. Han var son till klockaren Sven Danielsson och Sigrid Jönsdotter. 1739 blev Aschling klockare i Rogslösa församling efter sin fader. 1744 blev han organist och klockare i Veta församling. 1747 blev han organist och klockare i Näsby församling. 1751 blev han organist och klockare i Rydaholms församling. Aschling blev 1784 organist i Höja församling.

### Familj
Aschling gifte sig 7 oktober 1747 i Norra Solberga med Hedvig Wallén (1720–1787). Hon var dotter till inspektorn Johannes Wallén och Catharina Helena Wässman. De fick tillsammans barnen Catharina (född 1749), Daniel (född 1751), Anna (född 1753), Johannes (född 1755), Alexander (född 1760), Christina (född 1764), och Emanuel (1767–1841).

## Orglar
| År   | Ursprunglig kyrka | Stift     | Bild | Manualer | Pedal | Stämmor | Bevarad orgel/fasad | Övrigt |
| ---- | ----------------- | --------- | ---- | -------- | ----- | ------- | ------------------- | --- |
| 1786 | Marstrands kyrka  | Göteborgs |      |          |       | 8       | Ja/Ja               | Aschling renoverade och tillbyggde orgeln 1786 med en pedal bestående av Principal 8' och Trumpet 8'. Orgeln var troligen byggd 1575 i Leyden, Holland. Den sattes upp i Marstrands kyrka 1604. Orgeln flyttades 1803 till Morlanda kyrka. 1952 renoverades orgeln av Olof Hammarberg, Göteborg. |